# Udonis Haslem
Udonis Haslem Johneal (Miami, 9 de junho de 1980) é um ex-jogador norte-americano de basquete profissional que atualmente é vice-presidente de desenvolvimento do Miami Heat da National Basketball Association (NBA).
Haslem jogou basquete universitário na Universidade da Flórida e jogou basquete profissional na França por um ano e em seguida, assinou com o Heat como um agente livre em 2003. Haslem é o único jogador presente em todas as 7 Finais da NBA que o Heat disputou, em 2006, 2011, 2012, 2013, 2014, 2020 e 2023, 3 das quais o time conquistou o título.

## Primeiros anos
Seu pai, John, jogou basquete universitário pelo Stetson University de 1972 a 1974. Sua mãe, Debra, era porto-riquenha.
Haslem frequentou a Wolfson High School em Jacksonville, Flórida, e depois a Miami Senior High School em Miami. Ele ajudou a levar Miami High a títulos estaduais em 1997 e 1998 (os dois últimos de três consecutivos), jogando ao lado de outro futuro jogador da NBA, Steve Blake. A equipe foi treinada pelo ex-treinador da Carolina do Sul, Frank Martin.
No entanto, uma investigação do Miami New Times revelou que Haslem, Blake e vários outros jogadores contornaram os requisitos de residência. O New Times informou que, embora ele afirmasse morar em Miami, na verdade morava em Miramar. Como resultado, o Miami High foi destituído de seu título de 1998 e condenado a perder toda a sua programação.

## Carreira universitária
Haslem aceitou uma bolsa de estudos para frequentar a Universidade da Flórida e jogar sob o comando do técnico Billy Donovan. Ele fez parte da classe de recrutamento de 1998, que elevou a proeminência nacional do programa, e incluiu o seu futuro companheiro no Miami Heat, Mike Miller.
Em sua segunda temporada, a equipe chegou a final do Torneio da NCAA e perdeu para Michigan State por 89-76.
Durante suas 4 temporadas na Flórida, Haslem teve médias de 13,7 pontos e 6,7 rebotes. Ele foi nomeado quatro vezes para a equipe da SEC pelos treinadores:  Terceira-Equipe em 1999 e 2000 e Primeira-Equipe em 2001 e 2002. Haslem também ocupa o terceiro lugar na história da equipe em pontos marcados (1.782) e décimo em rebotes (831). Ele foi introduzido no Hall da Fama da Universidade da Flórida como um "Gator Great" em 2012.

## Carreira profissional

### Chalon-Sur-Saône (2002–2003)
Haslem não foi selecionado no draft da NBA de 2002 em grande parte devido à sua falta de tamanho; ele media apenas 1,98 m. Ele aceitou uma oferta para se juntar ao Atlanta Hawks para o training camp mas foi dispensado antes do início da temporada de 2002-03.
Haslem assinou com o Élan Chalon da Liga Francesa. Ele chegou à França pesando quase 140 kg e perdeu 23 kg em oito meses. Haslem teve médias de 16,1 pontos e 9,4 rebotes em sua única temporada com a equipe.

### Miami Heat (2003–Presente)

#### 2003-2008: Primeiro título

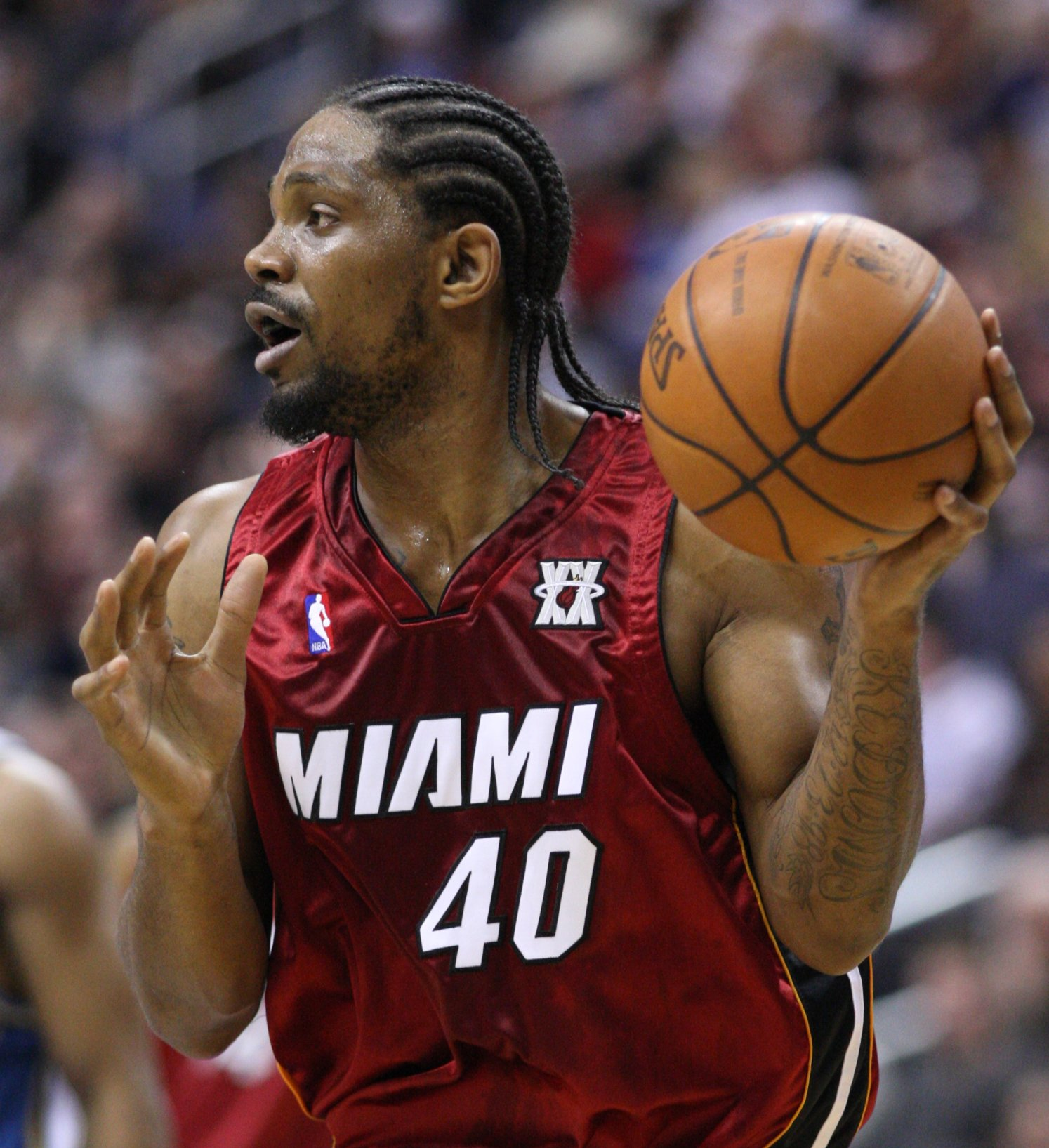
Haslem com o Heat em 2007

Em 6 de agosto de 2003, Haslem assinou com o time de sua cidade natal, o Miami Heat. Como novato, ele jogou no Rookie Challenge durante o All-Star Weekend, foi selecionado para a Segunda-Equipe de Novatos e ajudou o Heat a chegar às semifinais da Conferência Leste.
Na temporada de 2004-05, Haslem foi titular em todos os 80 jogos em que jogou e teve médias de 10,9 pontos, 9,1 rebotes e 1,4 assistências em 33,4 minutos. Haslem jogou no Rookie Challenge pelo segundo ano consecutivo, desta vez para na equipe do segundo ano.
Em 2 de agosto de 2005, Haslem assinou um contrato de 5 anos e US$30.2 milhões com o Heat. Em junho de 2006, ele ajudou o Heat a conquistar seu primeiro título da NBA com uma vitória por 4-2 sobre o Dallas Mavericks nas finais da NBA. Haslem registrou 17 pontos e 10 rebotes no Jogo 6.
Em 29 de janeiro de 2008, Haslem - que havia sido o único jogador de Miami a ser titular em todos os 43 jogos da temporada de 2007-08 - sofreu uma entorse no tornozelo esquerdo durante a derrota por 117-87 para o Boston Celtics. Ele voltou à ação em 23 de fevereiro, apenas para jogar em cinco jogos antes de ser descartado pelo resto da temporada depois de agravar a lesão. Nessa temporada, ele teve média de 12,0 pontos.

#### 2009–2013: Títulos consecutivos
Em 12 julho de 2010, Haslem assinou um contrato de cinco anos e US$ 20 milhões para permanecer no Heat. O contrato lhe rendeu cerca de US$ 14 milhões a menos do que ele poderia ter recebido se aceitasse ofertas mais lucrativas do Dallas Mavericks ou do Denver Nuggets. Ele continuou com um novo elenco de Heat que incluía LeBron James, Chris Bosh e Dwyane Wade. Em novembro de 2010, Haslem sofreu uma ruptura no ligamento do pé, que o afastou das quadras pelo resto da temporada regular. Ele voltou à ação em maio de 2011 durante os playoffs. Em junho, o Heat foi derrotado em seis jogos pelo Dallas Mavericks nas finais da NBA de 2011.
Haslem ajudou o Heat a retornar às finais da NBA em 2012. A equipe derrotou o Oklahoma City Thunder em cinco jogos e Haslem e o Heat venceu seu segundo título da NBA.
Em novembro de 2012, Haslem ultrapassou Alonzo Mourning para se tornar o líder da franquia em rebotes com 4.808. Ele se tornou o primeiro jogador não selecionado no draft a liderar uma franquia em rebotes. Em junho de 2013, Haslem ganhou seu terceiro título da NBA depois que o Heat derrotou o San Antonio Spurs em sete jogos nas finais da NBA. Depois de vencer o título, Haslem revelou que jogou grande parte da segunda metade da temporada de 2012-13 com um menisco direito rasgado.

#### 2013–Presente: Anos posteriores
Na temporada de 2013-14, Haslem perdeu a posição de rotação que ocupava há muito tempo. Seu tempo em quadra continuou a diminuir significativamente à medida que a temporada avançava. Haslem jogou em apenas sete jogos em janeiro e fevereiro combinados e jogou em apenas dois minutos de 21 de janeiro a 27 de fevereiro. Nessa temporada, ele jogou em apenas 46 jogos da temporada regular e teve médias de 3,8 pontos e 3,8 rebotes. O Heat voltou às finais da NBA em 2014 pelo quarto ano consecutivo, onde foi derrotado em cinco jogos pelo San Antonio Spurs.
Haslem renovou com o Heat em um contrato de dois anos e US$ 5,5 milhões em julho de 2014. Ele renovou com o Heat em contratos de um ano em 2016, 2017 e 2018. Em janeiro de 2019, Haslem indicou que a temporada de 2018-19 seria ser seu último. Em abril de 2019, no entanto, Haslem afirmou que não havia decidido se estava se aposentando e a decisão não seria tomada até a temporada de 2019-20.
Em 6 de agosto de 2019, Haslem renovou com o Heat em um contrato de um ano e US$2.5 milhões. Durante a temporada de 2019-20, ele se tornou o 30º jogador na história da liga a jogar depois de completar 40 anos, bem como o primeiro jogador não selecionado no draft a jogar até essa idade. Após a aposentadoria de Vince Carter durante a suspensão da temporada devido à pandemia do COVID-19, Haslem se tornou o jogador ativo mais velho da NBA. O Heat chegou às finais da NBA de 2020, perdendo em seis jogos para o Los Angeles Lakers; Haslem estava no elenco ativo, mas não jogou na pós-temporada.
Em 28 de novembro de 2020, Haslem renovou com o Heat. Em 13 de maio de 2021, ele jogou em um único jogo na temporada de 2020-21 e marcou quatro pontos em minutos contra o Philadelphia 76ers. Ele foi expulso como resultado de uma briga com Dwight Howard, tornando Haslem, de 40 anos, o jogador mais velho nos últimos 20 anos a ser expulso.
Em 15 de agosto de 2021, Haslem assinou um contrato de 1 ano e US$2.6 milhões com o Heat.
Em agosto de 2022, Haslem assinou novo contrato com o Heat, anunciando que se aposentaria após o fim da temporada. No seu último jogo de temporada regular em 4 de abril de 2023, Haslem marcou 24 points em 25 minutos de uma vitória por 123–110 sobre o Orlando Magic, o segundo jogador de 42 anos a superar tal marca depois de Kareem Abdul-Jabbar, e conseguindo seu maior número de tiros de 3 pontos, três. O Heat chegou na final, e quando Haslem entrou no jogo 3, 2 dias antes de fazer 43 anos, superou Abdul-Jabbar (que tinha 42 anos e 58 dias nas finais de 1989) como o jogador mais velho a entrar em um jogo da decisão da NBA.

## Vida pessoal

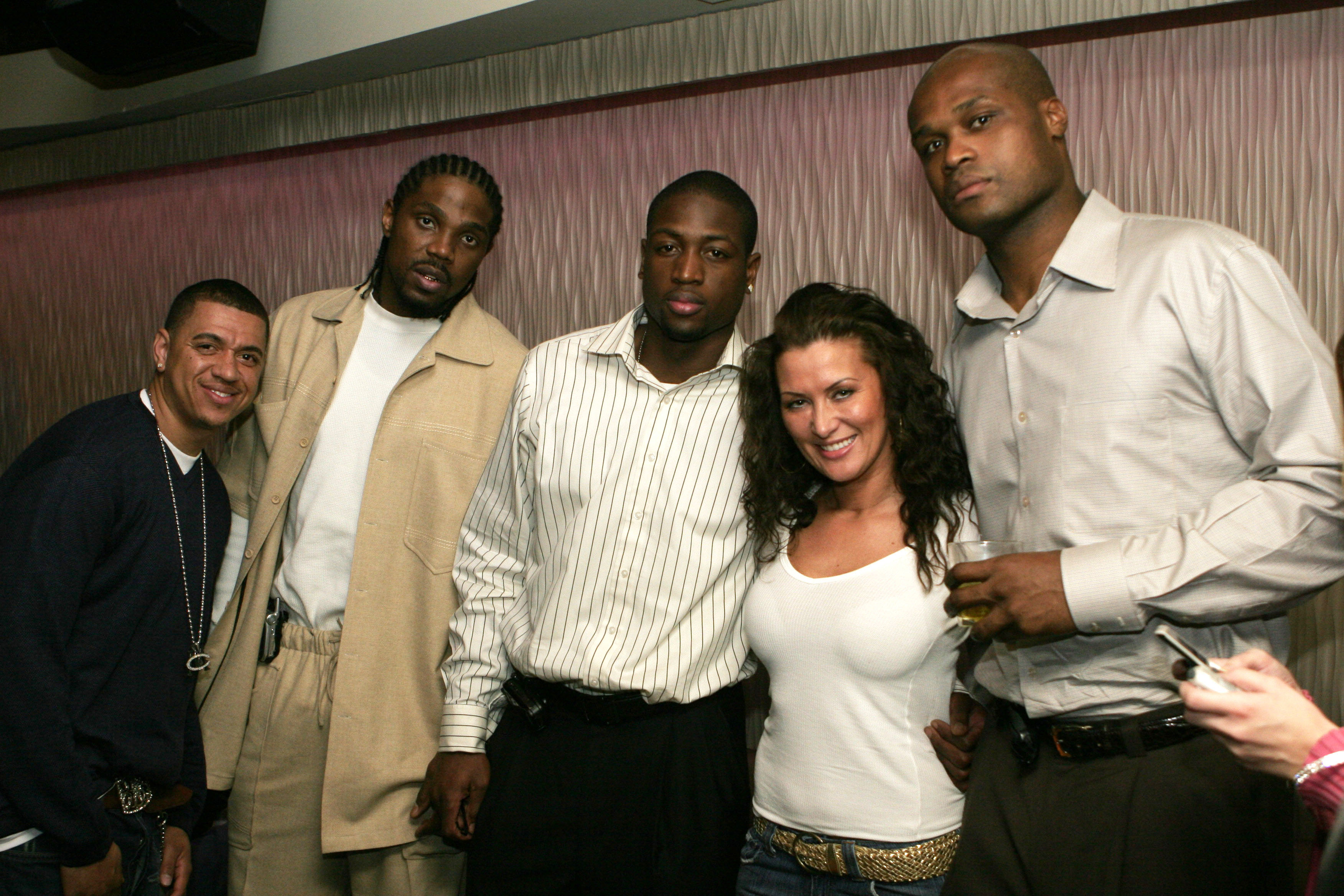
Haslem em uma festa com Dwyane Wade (centro) e Antoine Walker (extrema direita) em 2005

Haslem é casado com Faith Rein-Haslem, uma locutora de esportes, com quem namorou por 14 anos. Ele conheceu Rein em 1999 enquanto frequentava a Universidade da Flórida, onde ela era membro da equipe de atletismo. O casal tem três filhos. Ele também tem dois irmãos e três irmãs.

### Outras aparições
Haslem apareceu nos videoclipes de "GDFR" de Flo Rida, "Bet That" de Trick Daddy e "Born-N-Raised" de DJ Khaled, Pitbull, Trick Daddy e Rick Ross.

## Estatísticas na carreira
| † | Campeão da temporada da NBA |

### NBA

#### Temporada Regular
| Ano      | Equipe   | PJ  | PT  | MPJ  | AP    | 3P   | LL    | RT  | AS  | BR | TO | PPJ  |
| -------- | -------- | --- | --- | ---- | ----- | ---- | ----- | --- | --- | -- | -- | ---- |
| 2003-04  | Heat     | 75  | 24  | 23.9 | .459  | .000 | .765  | 6.3 | .7  | .4 | .3 | 7.3  |
| 2004-05  | Heat     | 80  | 80  | 33.4 | .540  | .000 | .791  | 9.1 | 1.4 | .8 | .5 | 10.9 |
| 2005-06  | Heat†    | 81  | 80  | 30.8 | .508  | .000 | .789  | 7.8 | 1.2 | .6 | .2 | 9.3  |
| 2006-07  | Heat     | 79  | 79  | 31.4 | .492  | .000 | .680  | 8.3 | 1.2 | .6 | .3 | 10.7 |
| 2007-08  | Heat     | 49  | 48  | 36.8 | .467  | .000 | .810  | 9.0 | 1.4 | .8 | .4 | 12.0 |
| 2008-09  | Heat     | 75  | 75  | 34.1 | .518  | .000 | .753  | 8.2 | 1.1 | .6 | .3 | 10.6 |
| 2009-10  | Heat     | 78  | 0   | 27.9 | .494  | .000 | .762  | 8.1 | .7  | .4 | .3 | 9.9  |
| 2010-11  | Heat     | 13  | 0   | 26.5 | .512  | .000 | .800  | 8.2 | .5  | .5 | .2 | 8.0  |
| 2011-12  | Heat†    | 64  | 10  | 24.8 | .423  | .000 | .814  | 7.3 | .7  | .5 | .4 | 6.0  |
| 2012-13  | Heat†    | 75  | 59  | 18.9 | .514  | .000 | .711  | 5.4 | .5  | .4 | .2 | 3.9  |
| 2013-14  | Heat     | 46  | 18  | 14.2 | .507  | .000 | .568  | 3.8 | .3  | .2 | .3 | 3.8  |
| 2014–15  | Heat     | 62  | 25  | 16.0 | .448  | .200 | .703  | 4.2 | .7  | .3 | .2 | 4.2  |
| 2015–16  | Heat     | 37  | 0   | 7.0  | .337  | .111 | .750  | 2.0 | .4  | .1 | .1 | 1.6  |
| 2016–17  | Heat     | 16  | 0   | 8.1  | .478  | .000 | .600  | 2.3 | .4  | .4 | .1 | 1.9  |
| 2017–18  | Heat     | 14  | 0   | 5.1  | .200  | .125 | .500  | .7  | .4  | .0 | .1 | .6   |
| 2018–19  | Heat     | 10  | 1   | 7.4  | .333  | .000 | .750  | 2.7 | .2  | .0 | .0 | 2.5  |
| 2019–20  | Heat     | 4   | 1   | 11.0 | .364  | .333 | .750  | 4.0 | .3  | .0 | .0 | 3.0  |
| 2020–21  | Heat     | 1   | 0   | 3.0  | 1.000 | —    | —     | 1.0 | .0  | .0 | .0 | 4.0  |
| 2021–22  | Heat     | 13  | 0   | 6.4  | .452  | .250 | 1.000 | 1.9 | .3  | .1 | .1 | 2.5  |
| 2022–23  | Heat     | 7   | 1   | 10.1 | .345  | .333 | .800  | 1.6 | .0  | .1 | .3 | 3.9  |
| Carreira | Carreira | 879 | 501 | 24.7 | .489  | .127 | .756  | 6.6 | .8  | .5 | .3 | 7.5  |

#### Playoffs
| Ano      | Equipe   | PJ  | PT | MPJ  | AP   | 3P   | LL   | RT   | AS  | BR  | TO  | PPJ |
| -------- | -------- | --- | -- | ---- | ---- | ---- | ---- | ---- | --- | --- | --- | --- |
| 2004     | Heat     | 13  | 0  | 15.3 | .394 | .000 | .677 | 3.4  | 0.2 | 0.4 | 0.2 | 3.6 |
| 2005     | Heat     | 15  | 15 | 36.5 | .491 | .000 | .739 | 10.0 | 1.0 | 0.5 | 0.4 | 9.2 |
| 2006     | Heat†    | 22  | 22 | 29.5 | .493 | .000 | .683 | 7.4  | 0.8 | 0.6 | 0.3 | 8.6 |
| 2007     | Heat     | 4   | 4  | 25.8 | .480 | .000 | .750 | 5.3  | 1.0 | 0.3 | 0.5 | 7.5 |
| 2009     | Heat     | 7   | 7  | 29.1 | .543 | .000 | .900 | 8.7  | 0.4 | 0.4 | 0.4 | 8.4 |
| 2010     | Heat     | 5   | 0  | 28.4 | .351 | .000 | .667 | 7.4  | 0.8 | 0.2 | 0.2 | 6.0 |
| 2011     | Heat     | 12  | 0  | 24.3 | .397 | .000 | .900 | 4.5  | 0.8 | 0.5 | 0.3 | 5.3 |
| 2012     | Heat†    | 22  | 11 | 20.5 | .455 | .000 | .743 | 6.4  | 0.6 | 0.2 | 0.3 | 4.8 |
| 2013     | Heat†    | 22  | 19 | 16.2 | .593 | .000 | .571 | 3.6  | 0.3 | 0.7 | 0.2 | 5.0 |
| 2014     | Heat     | 12  | 6  | 12.2 | .469 | .000 | .600 | 3.1  | 0.3 | 0.1 | 0.2 | 3.0 |
| 2016     | Heat     | 9   | 0  | 9.4  | .533 | —    | .714 | 3.4  | .4  | .0  | .1  | 2.3 |
| 2023     | Heat     | 2   | 0  | 1.5  | .000 | .000 | —    | .5   | .0  | .0  | .0  | .0  |
| Carreira | Carreira | 149 | 84 | 21.5 | .478 | .000 | .713 | 5.5  | .6  | .4  | .3  | 5.6 |

### Universitário
| Ano      | Equipe   | PJ  | PT | MPJ  | AP   | 3P   | LL   | RT  | AS  | BR | TO  | PPJ  |
| -------- | -------- | --- | -- | ---- | ---- | ---- | ---- | --- | --- | -- | --- | ---- |
| 1998–99  | Florida  | 31  | —  | 21.3 | .603 | .000 | .592 | 5.0 | .8  | .7 | .7  | 10.5 |
| 1999–00  | Florida  | 37  | —  | 22.4 | .579 | —    | .639 | 5.1 | .9  | .8 | .8  | 11.8 |
| 2000–01  | Florida  | 31  | 31 | 28.1 | .597 | —    | .709 | 7.5 | 1.0 | .8 | 1.0 | 16.8 |
| 2001–02  | Florida  | 31  | 31 | 28.3 | .562 | .000 | .694 | 8.3 | 1.6 | .9 | 1.3 | 16.0 |
| Carreira | Carreira | 130 | 62 | 25.0 | .585 | .000 | .658 | 6.4 | 1.0 | .7 | .9  | 13.7 |

Fonte:

## Marcas na NBA
- Miami Heat:
  - Temporada regular:
    - 1° em rebotes (5,780)[49]
    - 1° em rebotes defensivos (4,169)[49]
    - 1° em rebotes ofensivos (1,611)[49]

  - Playoffs:
    - 1° em rebotes ofensivos (230)[50]

- National Basketball Association:
  - Primeiro jogador "undrafted" a quebrar o recorde de rebotes de uma franquia (Miami Heat) na história da NBA: 2012

## Prêmios e Homenagens
- National Basketball Association:
  - 3x Campeão da NBA: 2006, 2012 e 2013
  - NBA All-Rookie Second Team: 2004

- Outras Honrarias:
  - Número 40 aposentado pelo Miami Heat